# لانا ترنر
لانا ترنر (به انگلیسی: Lana Turner) (زاده ۸ فوریه ۱۹۲۱ - درگذشته ۲۰ ژوئن ۱۹۹۵) بازیگر نامزد جایزه اسکار آمریکایی بود.

## زندگی
با نامِ تولّدِ جولیا جین میلدرد فرانسس ترنر در سال ۱۹۲۱ زاده شد. ۹ ساله بود که پدرش که سرکارگر معدن بود توسط یک سارق به قتل رسید.
به روایتی در داروخانه‌ای در سانست بلوار هالیوود توسط سردبیر هالیوود ریپورتر کشف شد.
ابتدا با مروین لروی قرارداد بست و با «آنان فراموش نخواهند کرد» مورد توجه قرار گرفت. خیلی زود از ستارگان مترو گلدن مایر شد. طی جنگ جهانی دوم در شمار «ده دختر محبوب آمریکا» بود؛ و از ابتدای دهه ۱۹۶۰ رو به نزول گذاشت.
در تلویزیون از جمله در مجموعه‌های بازماندگان (۱۹۷۱) و کاکل شاهین (۱۹۸۳) و در تئاتر برای نخستین بار در نمایش ۴۰ قیراط در سال ۱۹۷۱ حضور داشت.

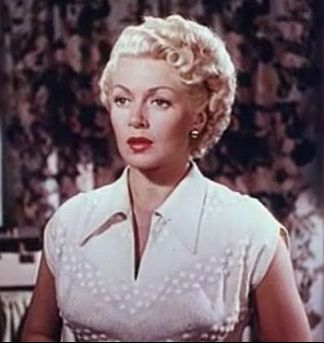
آقای امپراتور

در سال ۱۹۵۸ دختر نوجوانش چریل کرین معشوقهٔ خلافکار مادرش را به ضرب چاقو به قتل رساند این ماجرا که رسوایی بزرگی به وجود آورد با تبرئه چریل پایان یافت. او مدعی بود که در دفاع از مادرش مرتکب قتل شده است (از این ماجرا در فیلم سپتامبر وودی آلن در ۱۹۸۷ استفاده شد).
ترنر ۸ بار ازدواج کرد از جمله دو بار با استیون کرین و لکس بارکر و نیز خاطراتش را در کتابی با نام لانا: بانو افسانه حقیقت در سال ۱۹۸۲ نوشته است.
کیفیت استثنایی چهره ترنر او را به یکی از ستارگان پول‌ساز هالیوود تبدیل کرد. لروی معتقد بود او ملاحت معصومیت و فریبندگی را توامان دارد. اما از هوش چندانی برخوردار نبود و به همین دلیل نقش‌های محدودی را می‌توانست بازی کند.
در سال ۱۹۵۸ ماجرای قتل استومپاناتو شهرت او را به خطر انداخت اما یونیورسال توانست از این واقعه به نفع کمپانی بهره‌برداری کند به این معنا که ماجرا با تغییراتی دست مایه فیلم تقلید زندگی از داگلاس فیلد شد و بازی ترنر در این فیلم به‌یادماندنی شد.
در دهه ۱۹۵۰ و ۱۹۶۰ نام او با ژانر ملودرام عجین شده بود اگرچه او را بازیگری می‌دانند که خارج از کمپانی که با آن کار می‌کرد فاقد شخصیت می‌شد اما بدون تردید اگر خود استعداد ستاره شدن را نداشت هیچ کمپانی‌ای نمی‌توانست او را به چنین شهرتی برساند.
کتاب راه میان‌بر در سال ۱۹۸۸ توسط دخترش نوشته شده بهترین کتاب دربارهٔ وی است.

## فیلم‌شناسی

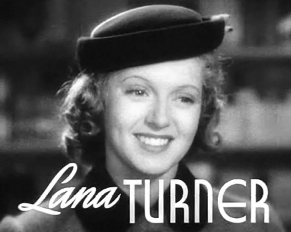
عشق اندی هاردی را پیدا می‌کند

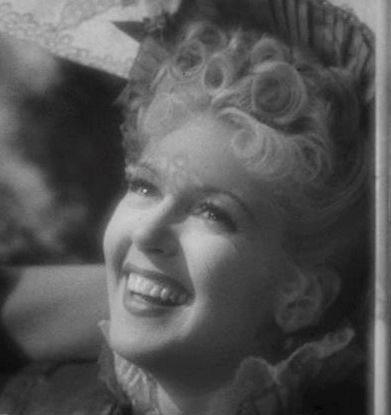
دکتر جکیل و مستر هاید

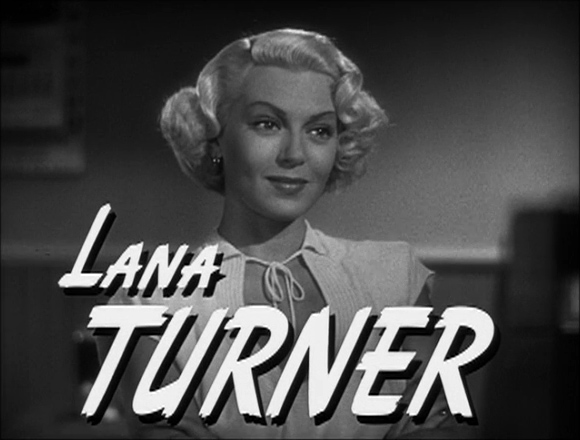
پستچی همیشه دوبار زنگ می‌زند

- ستاره‌ای متولد می‌شود
- آن‌ها فراموش نخواهند کرد ۱۹۳۷
- گاریک کبیر ۱۹۳۷
- ماجراهاای مارکوپولو ۱۹۳۸
- عشق اندی هاردی را می‌یابد ۱۹۳۸
- تعقیب‌کننده ۱۹۳۸
- مرد دارا و دختر ندار ۱۹۳۸
- مدرسه هنرپیشگی ۱۹۳۸
- دکتر کیلدر را خبر کنید ۱۹۳۹
- دو دختر در برادوی ۱۹۴۰
- ما که جوانبم
- دختر زیگفیلد ۱۹۴۱
- دکتر جکیل و مستر هاید ۱۹۴۱
- کافهٔ ارزان قیمت
- جانی ایگر ۱۹۴۱
- جایی تو را می‌یابم ۱۹۴۲
- ازدواج یک امر خصوصی است ۱۹۴۴
- کمی خطرناک ۱۹۴۳
- نوترین حرفه ۱۹۴۳
- تعطیلات آخرهفته در والدورف ۱۹۴۵
- پستچی همیشه دوبار زنگ می‌زند ۱۹۴۶
- خیابان دلفین سبز ۱۹۴۷
- بازگشت به خانه ۱۹۴۸
- سه تفنگدار ۱۹۴۸
- زندگی خصوصی من ۱۹۵۰
- آقای امپراتور ۱۹۵۱
- بدسرشت و زیبا ۱۹۵۲
- عشاق لاتین ۱۹۵۳
- خیانت شده
- الهه عشق
- تعقیب دریایی ۱۹۵۵
- باران‌های رانچیپور ۱۹۵۵
- محله پیتون ۱۹۵۷
- خانم با یک خلبان ازدواج کرد ۱۹۵۸
- وقت دیگر جای دیگر ۱۹۵۸
- تقلید زندگی ۱۹۵۹
- تصویر سیاه ۱۹۶۰
- اسیر عشق ۱۹۶۱
- مجردی در بهشت ۱۹۶۱
- عشق چهره‌های زیادی دارد ۱۹۶۵
- مادام اکس ۱۹۶۶
- مکعب بزرگ ۱۹۶۹
- تعقیب
- تلخ و شیرین عشق ۱۹۷۶